# Lamberto Giorgis
Lamberto Giorgis (Città di Castello, 4 marzo 1932 – Modena, 30 agosto 2019) è stato un allenatore di calcio e calciatore italiano, di ruolo mediano.

## Carriera

### Giocatore
La sua carriera da calciatore (nel ruolo di mediano) si svolge principalmente nelle file del Taranto, dove disputa 8 stagioni fra Serie B e Serie C con 206 presenze e 23 reti in totale; nel 1961 passa al Modena dove disputa due stagioni in Serie B ed altrettante in Serie A, totalizzando 8 presenze e 2 reti in massima serie coi canarini in due annate. Prima della fine del secondo campionato passa al Carpi, con cui gioca in Serie C, ritirandosi al termine della stagione all'età di 33 anni.

### Allenatore
La carriera di allenatore inizia nel 1967 proprio con il Modena in Serie B da cui verrà però subito esonerato.
Dal 1968 al 1970 è al Ravenna in Serie C. Dopo due anni di panchina con il Rovereto, nella seconda stagione subisce un altro esonero. Dal 1972 al 1975 è al Vigevano dove ottiene  piazzamenti positivi, giungendo dapprima tredicesimo, poi sesto e successivamente quinto in Serie C.
Nel campionato di Serie B 1975-1976 è alla guida del Novara che con il suo sesto posto risulterà la rivelazione dell'anno del campionato cadetto, anche se l'anno dopo le cose andranno decisamente peggio e Giorgis verrà quasi subito allontanato dalla guida tecnica della squadra, ma ciò non eviterà la retrocessione dei piemontesi.
Nella campionato di Serie B 1977-1978 allena il Lecce e poi gli si presenta la grande occasione della carriera con l'arrivo alla Sampdoria in sostituzione di Giorgio Canali, nella stagione 1978-79. Nell'annata successiva le prime giornate vedono però i blucerchiati in zona retrocessione, e il nuovo presidente Paolo Mantovani lo solleva dall'incarico. Subisce un altro esonero dal Monza nel campionato di Serie B 1980-1981, mentre a Francavilla colleziona nel 1982 una retrocessione dalla Serie C1 alla Serie C2.
L'ondata negativa non è ancora finita per Giorgis che nel 1982 subentra alla guida del Foggia ma non riesce a salvarlo dalla retrocessione in Serie C1. Il riscatto arriva nella stagione 1983-84 con la Virtus Casarano che giunge terza in Serie C1 sfiorando una storica promozione. Tale risultato porta alla richiamata da parte dello stesso Foggia che guida nel campionato di Serie C1 1984-1985. Allena il Casarano nelle stagioni 1985-86 e 1986-87.
Sul finire della stagione 1988-89 esordisce infine in Serie A come allenatore (affiancando Luca Giannini come "allenatore col patentino") alla guida del Pisa. Gli esiti non saranno tuttavia felici e i toscani retrocederanno a fine stagione, rimane comunque a Pisa i quattro anni successivi.
Ha svolto il ruolo di Direttore Tecnico per la società San Faustino Rosselli di Modena, militante nel campionato di Seconda Categoria modenese.
È deceduto il 30 agosto 2019 all'età di 87 anni dopo una lunga malattia.

## Palmarès

### Giocatore

#### Competizioni nazionali
- Serie C: 1

Taranto: 1953-1954